# Zorochros binodulus
Zorochros binodulus là một loài bọ cánh cứng trong họ Elateridae. Loài này được Klug miêu tả khoa học năm 1832.